# Macitentan
Le macitentan est un inhibiteur des récepteurs de l'endothéline utilisée comme traitement de l'hypertension artérielle pulmonaire.
Il s'agit d'une modification du bosentan, autre médicament de la même classe.

## Pharmacologie
Le macitentan a une affinité réversible pour le récepteur à l'endothéline mais se dissocie de ce dernier de manière plus retardée qu'avec le bosentan et l'ambrisentan. 
La molécule a un métabolite, lui-même actif sur le récepteur de l'endothéline. 

## Efficacité
Il diminue la morbidité et la mortalité des patients porteurs d'une hypertension artérielle pulmonaire non traité par un inhibiteur de l'endothéline.
En 2013, l'Agence européenne des médicaments recommande son autorisation de mise sur le marché pour cette indication.
Il a un effet synergique avec le tadalafil sur les paramètres hémodynamiques.
Il s'avère être cependant décevant en cas de syndrome d'Eisenmenger.

## Effets secondaires
Les plus courants sont les céphalées, les pharyngites et les anémies.